# ヘセド
ヘセド（ヘブライ語: חֶסֶד‎、ローマ字: Ḥeseḏ、英語:Chesed)は、ヘブライ語の言葉。[ヘセド]、又は[ヘセッド]と発音する。
肯定的な意味として、この言葉は、人々の間の優しさや愛、人間の神に対する敬虔さ、また神の人間に対する愛や慈しみなどについて使用されている。詩篇では後者の意味で頻繁に使用されており、伝統的に英語訳聖書で「lovingkindness」と訳されている。
ユダヤ神学では、イスラエル民族に対する神の愛という意味でも使用されており、ユダヤ倫理学では、人々の間の愛や慈善という意味でも使用される。後者の意味での「慈善」は、それ自体が美徳であると考えられており、また、ティクン・オラム(en:Tikkun olam:世界を修復すること)への貢献としても美徳と考えられている。また、これは伝統的なユダヤ人が実践する多くの宗教的戒め、特に対人関係の戒めの基礎であると考えられている。
ヘセドは、カバラ(en:Kabbalah)の生命の樹にある10のセフィロト(en:Sephirot)の1つでもある。それは優しさと愛を連想させ、セフィロトの感情的な属性の最初のものである。

## 語源と翻訳
語源の"Chasad"(ハサード)には「熱心で熱烈な願望」という主な意味があり、「善良、親切」と「恥、軽蔑」の両方の意味で使用される。名詞"chesed"(ヘセド)は両方の意味を継承しており、一方では「誰かに対する熱意、愛、優しさ」、もう一方では「誰かに対するねたみ、非難」という意味である。肯定的な意味では、人々の間の相互の慈悲、憐れみや憐れみ、神に対する人々の献身的な敬虔さ、そして人々に対する神の恵み、恩恵、慈悲を表すために使用される。
この語はヘブライ語聖書には248回出てくる。ほとんどのケース(149回)では、欽定訳聖書(KJV) の翻訳は、七十人訳聖書(LXX)のエレオスに続き、慈悲となっている。頻度の低い翻訳は次のとおりである。kindness(40回)、lovekindness(30回)、goodness(12回)、kindle(5回)、merciful(4回)、favor(3回)、good、goodness、pity(各1回)。この否定的な意味での名詞の例は本文中に2つだけあり、箴言14章34節では「非難」、レビ記20章17節では「邪悪なもの」と訳されている。
KJV(欽定訳聖書)における"Lovingkindness"(愛情深い親切)の翻訳は、1535年のカヴァデール聖書に由来している。この特定の翻訳は、主に選ばれた者に対するYHWH(「主」)またはエロヒム(「神」)の善良な態度を表現するためにのみ使用されている。詩篇(23回)だけでなく、預言者にも引用されており、エレミヤ書で4回、イザヤ書63:7で2回、ホセア書2:19で1回引用されている。「愛情深い親切」は、現在ではやや古めかしいものと考えられているが、英語の聖書翻訳における詩篇の伝統的な表現の一部である。一部の最近の翻訳では、KJVでは「慈悲(lovingkindness)」が表現されているのに対し、「不動の愛(steadfast love)」が使用されている。
七十人訳聖書にはメガ・エレオス「大いなる慈悲」があり、ラテン語では「ミゼリコルディア」と訳されている。詩篇におけるヘセドの使用例として、詩篇51篇の冒頭での注目すべき出現を考えてみよう(חָנֵּנִי אֱלֹהִים כְּחַסְדֶּךָ、直訳:「エロヒムよ、あなたのヘセドとして私に好意を持ってください」):
”ἐλέησόν με ὁ θεός κατὰ τὸ μέγα ἔλεός σου ”(LXX)
”Miserere mei, Deus, secundum missericordiam tuam” (ウルガタ:Vulgata)
”God, haue thou merci on me; bi thi greet merci.” (ウィクリフ1388)
”Haue mercy vpon me (o God) after thy goodnes” (カヴァデール聖書1535)
”Haue mercie vpon mee, O God, according to thy louing kindnesse” (KJV 1611)
”Have mercy upon me, O God, according to thy lovingkindness” (KJV1769、RV1885、ASV1901)
”Favour me, O God, according to Thy kindness” (YLT1862)
”Have mercy on me, O God, according to thy steadfast love” (RSV1952)
”Have mercy on me, O God, according to your steadfast love” (NRSV1989)

ユダヤ教(en:Judaism)では、Loveは英語の短縮訳としてよく使われる。政治理論家のダニエル・エラザールは、ヘセドを英語に翻訳するのは簡単ではないが、それは「愛ある聖約の義務」のような意味であると示唆した。他の提案には、恵みと思いやりが含まれる。

## ユダヤの倫理
伝統的なムサール文学(倫理文学)では、ヘセドは主要な美徳の1つである。タンナ派のラビ、シモン・ザ・ジャストは次のように教えた。「世界は三つのことの上に成り立っています。それは律法、神への奉仕、そして親切を与えることです」(ピルケイ・アボット 1:2)。ここではヘセドが倫理的美徳の中核をなす。
タルムードのラビ・シムライの声明では、「律法はヘセドで始まり、ヘセドで終わる」と主張されている。これは、「トーラー全体がヘセドによって特徴付けられている、つまり、慈悲と慈悲によって特徴付けられる行動を目標とする理想的な人生のビジョンを示している」という意味であると理解されるかもしれない。あるいは、トーラーを与えるという考えをほのめかしているかもしれない。それ自体がヘセドの典型的な行為である。
モーゼス・ベン・ジェイコブ・コルドベロのカバラの論文『トメル・デヴォラ』では、以下のような行為がヘセドの特質を模倣して行われている:
- 神を完全に愛し、いかなる理由があっても神への奉仕を決して放棄しない
- 子どもに必要な食料をすべて与え、子どもを愛する
- 子供に割礼を施す
- 病人を訪ねて癒す
- 貧しい人々に慈善を与える
- 見知らぬ人にもてなしを提供する
- 死者への供養
- チュッパの結婚式に花嫁を連れて行く
- 人と他の人の間に平和をもたらす

ヘセドを体現する人は、ハシッド( hasid、חסיד )として知られ、契約に忠実であり、「通常要求される以上のこと」を行う人であり、ユダヤ人の歴史を通じて、以下に焦点を当てた多くのグループが知られている。「上を超えて」行く人々は、自らをハシディム(Chasidim)と呼んでいる。これらのグループには、第二神殿時代のハシッド派、中世エジプトとパレスチナのマイモニデス派（en:Maimonides）ハシディム、中世ヨーロッパのハシッド派アシュケナージ（en:Ashkenazi Hasidim）、および18世紀の東ヨーロッパで出現したハシディズム運動が含まれる。